# Willi Thomczyk

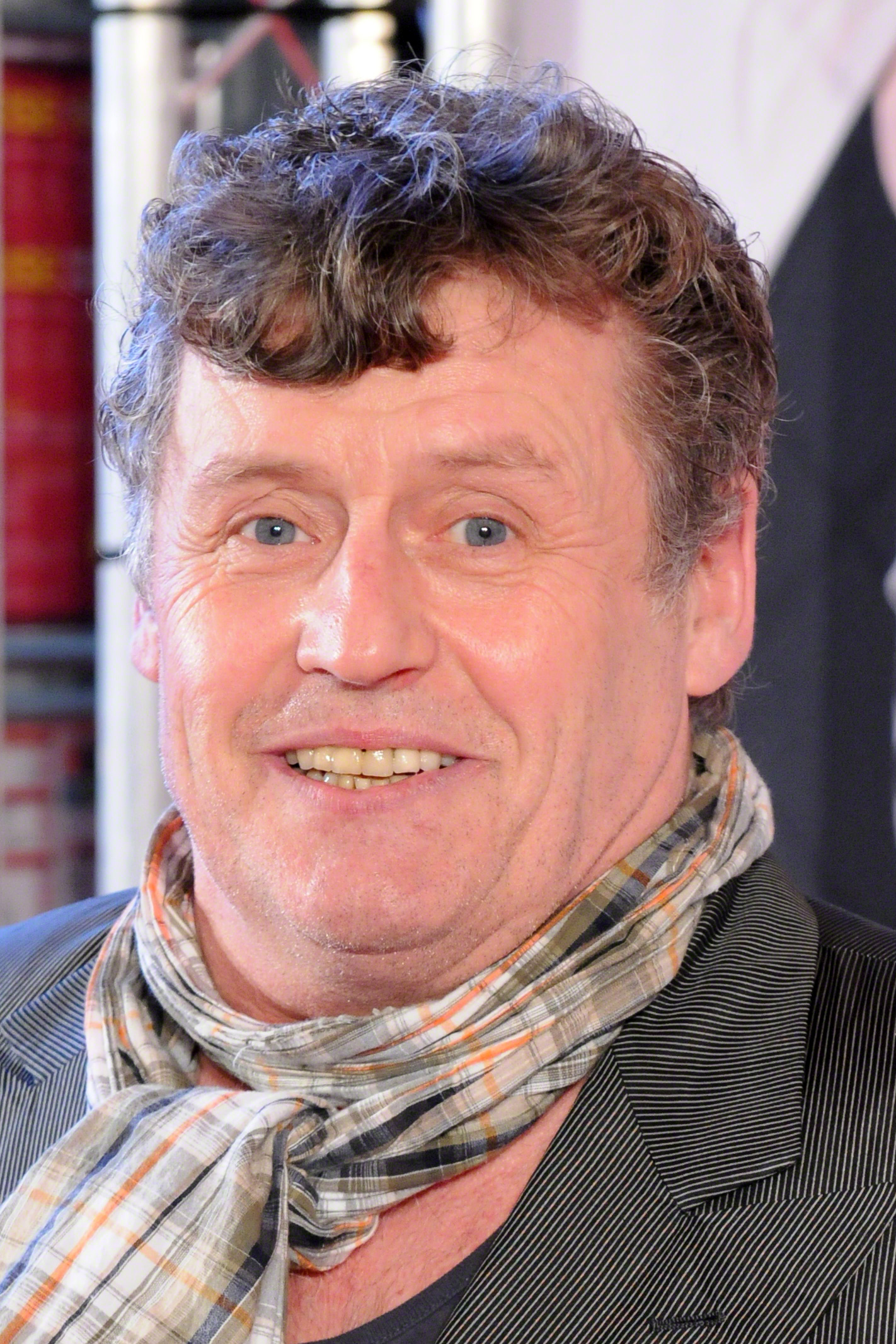
Willi Thomczyk (2014)

Wilhelm Thomczyk (* 14. Oktober 1953 in Wanne-Eickel) ist ein deutscher Schauspieler, Musiker und Theatermacher.

## Leben

### Ausbildung und schauspielerische Laufbahn
Nach Abschluss der Handelsschule lernte Thomczyk Schauspielerei an der Schauspielschule Bochum. Er gründete 1979 das „Theater Kohlenpott“ sowie 1986 das Privattheater in den Flottmann-Hallen. Durch seine Theatererfahrung hatte er im Film Grenzgänger mitgespielt. Er arbeitete lange Jahre zusammen mit Dirk Szuszies und Karin Kaper (Film Resist! über das Living-Theatre) vom ZATA-Theater Berlin; unter anderem mit einer Einladung zum Saraton-Theaterfestival 1991 in Taschkent, Usbekistan.
Ende der 1990er Jahre war Thomczyk in einigen Werbespots der Firma Nike im Privatfernsehen zu sehen, die Bezug zu Borussia Dortmund hatten, und nahm im Jahr 1996 unter dem Namen „Horst Kowalski“ die Single Dat wichtigste is, dat ihr Fußball spielt auf. Von 1996 bis 2005 spielte er in der Serie Die Camper auf RTL die Rolle des Benno Ewermann. Während der Laufzeit der Serie trat Thomczyk auch regelmäßig in deutschen Filmproduktionen sowie in Werbespots des Geflügelunternehmens Wiesenhof auf.
Im Jahr 2004 wurden Vorwürfe bekannt, Thomczyk habe in Zusammenhang u. a. mit seiner Tätigkeit an seinem „Theater Kohlenpott“ Frauen sexuell belästigt. Thomczyk wurde am 27. September 2005 wegen sexueller Nötigung in einem minderschweren Fall und einfacher Nötigung zu einer Bewährungs- und Geldstrafe in zwei Fällen verurteilt. Nach dem Urteil in dem besonders von den Boulevardmedien beachteten Prozess kündigten Thomczyks Arbeitgeber und Werbepartner die Zusammenarbeit.
Seit dem Urteil war Thomczyk nicht mehr in großen Fernseh- oder Filmproduktionen zu sehen. Im Jahr 2006 spielte er eine Hauptrolle in dem Kurzfilm NullZwoDreiEins und 2008 zusammen mit seinem Sohn Tim, ebenfalls unter der Regie von Carsten Vauth, im selbst geschriebenen Kurzfilm Stell Dir vor, es ist Endspiel und Dein Fernseher ist kaputt, der von der unabhängigen Produktionsfirma BigBearFilm produziert wurde. Ein Jahr später erschien Thomczyks erster Roman Die Nacht des Huhns in dem Pseudoverlag Haag und Herchen. Im selben Jahr folgte ein Engagement beim Theater an der Kö in Düsseldorf sowie Auftritte mit der Band Vadder und Sonne, die aus Thomczyk und seinem Sohn Tim besteht.

### Musikalische Laufbahn
Im Jahr 2012 erschien die CD  No Bla Bla, auf der Thomczyk ausschließlich eigenkomponierte Lieder präsentiert. Am 17. Mai 2013 präsentierte eine sechsköpfige Band unter dem Gruppennamen Die Fertigen das Album-Programm und andere Lieder (u. a. von Rio Reiser und John Lennon) im Düsseldorfer „Pitcher“.

### Persönliches
Thomczyk war Anfang der 1990er Jahre aktiver Tischtennis-Spieler im TTC Herne-Vöde 1948.

## Filmografie

### Fernsehen
- 1980: Tatort – Schönes Wochenende
- 1981: Tatort – Grenzgänger
- 1989: Tatort – Der Pott
- 1992: Der Fahnder – Cora
- 1994: Und tschüss!
- 1997–2005: Die Camper, als Benno Ewermann

### Filme
- 1988: Drei D
- 1991: Manta Manta
- 1992: Kleine Haie
- 1997: Knockin’ on Heaven’s Door
- 1997: Mafia, Pizza, Razzia
- 1997: Was nicht paßt, wird passend gemacht (Kurzfilm)
- 1997: Ballermann 6
- 1998: Der Eisbär
- 1999: Bang Boom Bang
- 2002: Was nicht passt, wird passend gemacht
- 2004: Lattenknaller (Nebenrolle als Kartenverkäufer)
- 2006: Null-Zwo-Drei-Eins (0231) (Kurzfilm)
- 2008: Stell Dir vor, es ist Endspiel und Dein Fernseher ist kaputt (Kurzfilm)
- 2008: Sick Pigs (Nebenrolle als 'Der Trainer')
- 2016: Radio Heimat (Nebenrolle als 'Bottroper')
- 2016: Blutsbrüder (Nebenrolle)
- 2017: Rhein-Lahn Krimi: Jammertal (Nebenrolle)

## Diskografie
- 2001: Emscherblau (mit Peter Habermehl)
- 2002: Working Class Hero (mit Peter Habermehl)
- 2012: No Bla Bla

## Auszeichnungen
- 1983: Förderpreis des Landes Nordrhein-Westfalen für Literatur